# 이좡역 (지하철)
이좡기차역(중국어: 亦庄火车站)은 중국 베이징시 퉁저우구 타이후진 룽하이 대가 이좡역 앞에 위치한 베이징 지하철 이좡선의 지하철역으로 역의 총 길이는 320.5m이다. 미터 및 16,000 평방 미터의 건설 면적은 이좡선에서 가장 큰 역이다. 이 역은 징진 철도의 이좡역과 연결된 4개의 출입구가 있다.
베이징 지하철 이좡선의 이좡기차역이 2018년 12월 30일 첫 열차로 공식 개통되었다.

## 역 구조
역 앞에는 열차가 역 앞에서 회차할 수 있는 단일 건넘선이 있고, 역 뒤에는 열차가 역 뒤로 회차하거나 정거장으로 갈 수 있는 건넘선이 존재한다.

### 층별 구조
| 지면층             | 출입구                          | A-D출입구, 이좡기차역 방면                              |
| 지하 1층 대합실 층 | 대합실                          | 발권 서비스, 자동 티켓 판매기, 이카통(一卡通) 카드 충전 |
| 지하 2층 승강장    | ←                               | ■ 이좡선 쑹자좡 방면 (츠취)                             |
| 지하 2층 승강장    | 섬식 승강장, 왼쪽 출입문이 열림 |                                                         |
| 지하 2층 승강장    | →                               | ■ 이좡선 하차 전용 승강장                               |

## 출입구
|                         |                |                              |      |             |
| 출구                    | 지시           | 출구 인근                    | 사진 | 무장애 시설 |
| 出口 · A                | 역전가(站前街) |                              |      |             |
| 出口 · B                |                | 미사용                       |      | 빈칸        |
| 出口 · C                |                | 미사용                       |      | 빈칸        |
| 出口 · D                |                | 국철 이좡역 역전광장(미개통) |      | 빈칸        |
| 아이콘 설명: 엘리베이터 |                |                              |      |             |